# Wladimir Baýramow
Wladimir Baýramow (Aşgabat, 2 agosto 1980) è un ex calciatore turkmeno, di ruolo attaccante, tecnico dell'Arkadag.

## Palmarès

### Club
- Coppa del Presidente dell'AFC: 1

Balkan: 2013

#### Individuale
- Capocannoniere della Qazaqstan Prem'er Ligasy: 1

2009 (20 gol)

### Allenatore
- Ýokary Liga: 2

Arkadag: 2023, 2024
- Coppa del Turkmenistan: 1

Arkadag: 2023, 2024
- Supercoppa del Turkmenistan: 1

Arkadag: 2024

#### Competizioni internazionali
- AFC Challenge League: 1

Arkadag: 2024-2025